# عبد العزيز دمدم
عبد العزيز دمدم مواليد 18 يونيو 1995 في السعودية، هو لاعب كرة قدم سعودي يلعب في نادي أحد.

## مسيرة اللاعب
لعب سابقاً في الفئات السنية في النادي الأهلي و لعب بعدها مع نادي المجزل ونادي الباطن ونادي الرياض ونادي أحد.

## وصلات خارجية
- عبد العزيز دمدم على موقع قاعدة بيانات كرة القدم.إي يو (الإنجليزية)
- عبد العزيز دمدم على موقع Soccerway.com (الإنجليزية)